# Морські німфи
Морські німфи (англ. The Sea Nymphs) — американська короткометражна кінокомедія Мака Сеннета 1914 року з Роско Арбаклом в головній ролі.

## Сюжет
Фатті, його дружина і мама пливуть на поромі до острова Каталіна для пікніка, як і Мейбл з її батьком. Мейбл і Фатті фліртують один з одним, і Товстун кидає її батька за борт, думаючи, що він — інший залицяльник.

## У ролях
- Роско ’Товстун’ Арбакл — Фатті
- Мейбл Норманд — Мейбл
- Мак Свейн — Емброуз
- Мінта Дарфі — дружина Фатті
- Еліс Девенпорт — мама Фатті
- Чарльз Ейвері — батько Мейбл
- Джиммі Браянт — поліцейський
- Вільям Хаубер — незначна роль
- Х. МакКой — поліцейський